# Malthinus quadratipennis
Malthinus quadratipennis es una especie de coleóptero de la familia Cantharidae.

## Distribución geográfica
Habita en el sur de Corea.